# Victoria Kawesa

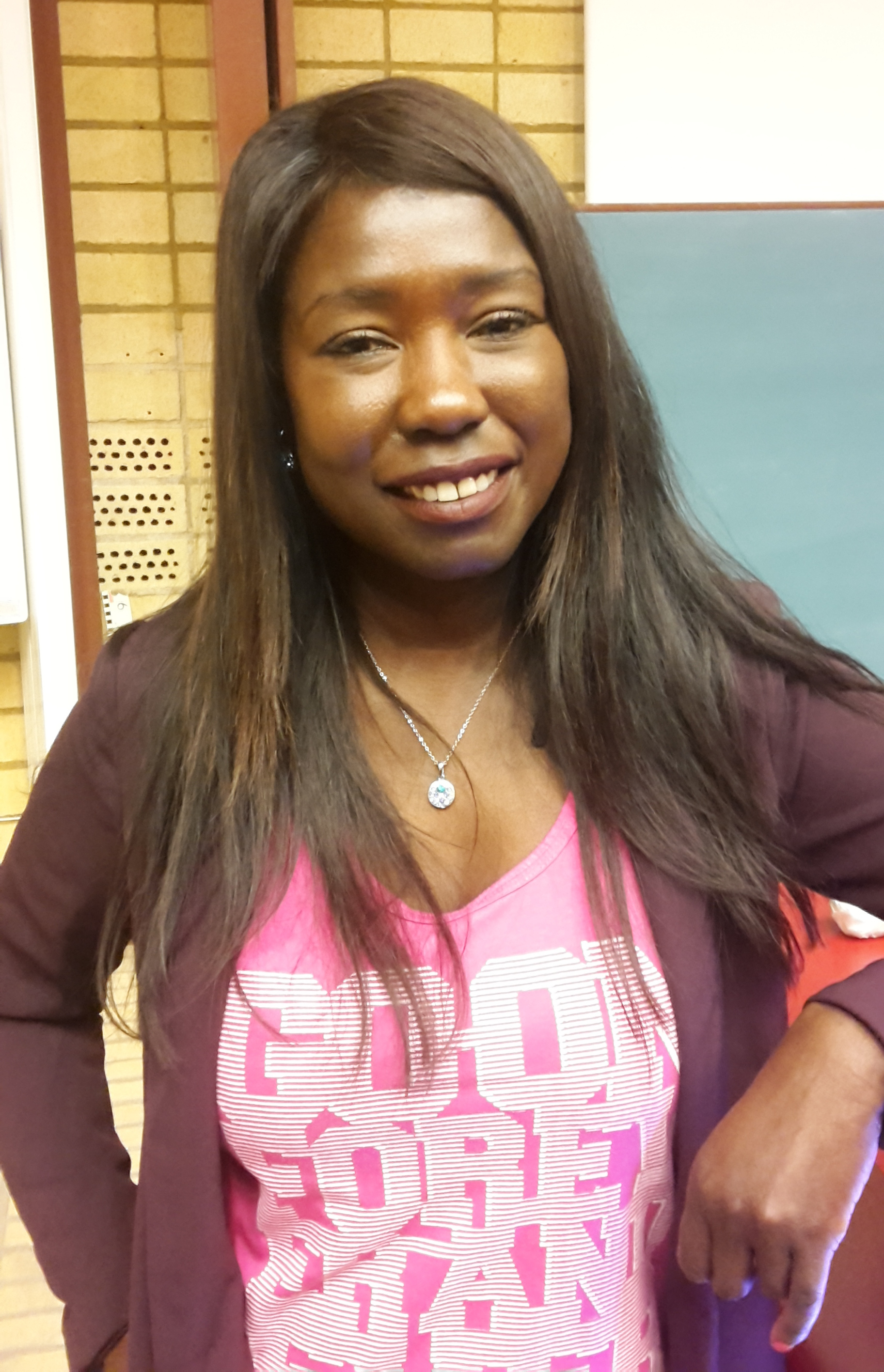
Victoria Kawesa 2017

Victoria Kawesa (anhörenⓘ geb. 12. April 1975 in Kampala, Uganda) ist eine schwedische Politikerin und Feministin. Von März bis September 2017 war sie Parteivorsitzende von Feministiskt initiativ.

## Leben
Kawesa wurde in Uganda geboren und kam im Alter von neun Jahren gemeinsam mit ihrer Schwester und ihrer Mutter als Flüchtling nach Schweden. Sie wuchs in den Stockholmer Außenbezirken Tensta und Husby auf.
Kawesa ist Doktorandin in Geschlechtswissenschaften an der Universität Linköping und forscht zu schwarzem Feminismus und Weißsein. Sie unterrichtet Geschlechtswissenschaften an der Hochschule Södertörn in Stockholm.
Kawesa engagiert sich bei der feministischen Partei Feministiskt initiativ, wobei ihr Schwerpunkt auf dem Kampf gegen Rassismus liegt. Kawesa ist die Parteisprecherin für Antirassismus. Seit Beginn ihrer politischen Karriere erhält sie eine große Anzahl an Drohbriefen und -mails. Am 24. März 2017 wurde sie neben Gudrun Schyman zur Parteivorsitzenden von Feministiskt initiativ gewählt und wurde damit zur ersten schwarzen Parteivorsitzenden Schwedens. Über ihre Wahl sagte Kawesa: „Wenn diese Gruppe [Anm.: schwarze Menschen] repräsentiert wird, können sich mehr Menschen identifizieren und an Politik glauben und daran, dass sie ein Teil Schwedens sein können.“ Im September 2017 trat sie von der Position der Parteivorsitzenden zurück.
2014 war sie Mitautorin eines Berichts über die Situation schwarzer Menschen in Schweden bzw. über Afrophobie in Schweden. Der Bericht wurde vom Mångkulturellt Centrum im Auftrag des Arbeitsmarktamtes der Regierung herausgegeben.
Im Dezember 2017 wurde sie wegen einer Urheberrechtsverletzung in einer Powerpoint-Präsentation zu einer Geldstrafe verurteilt.